# Pixie Chasma
Il Pixie Chasma è una formazione geologica della superficie di Ariel.
È intitolato ai pixie, spiritelli del folclore inglese.